# Kiestinki
Kiestinki (en carélien : Kiestinki, en finnois : Kiestinki, en russe : Ке́стеньга, Kestenga) est une municipalité rurale du raïon de Louhi en république de Carélie.

## Géographie
Kiestinki est bordée au nord par l'oblast de Mourmansk, à l'est par Malinavaara, Tchoupa, Louhi et Ambarnyi, au sud par Luusalmi et Pääjärvi et à l'ouest par les communes finlandaises de Kuusamo et Salla.
Les cours d'eau principaux de Kiestinki sont les rivières Sohjananjoki, Oulankajoki et Koutajoki.
Les plus grands lacs de Kiestinki sont Pääjärvi, Tuoppajärvi, Tiiksjärvi, Jelettijärvi, Paanajärvi, Kuntijärvi, Soukelojärvi, Ruvajärvi, Susijärvi, Tuntsajärvi, Kuukasjärvi et Tavajärvi.

## Démographie
Recensements (*) ou estimations de la population
| 1926 | 1939  | 1979  | 1989  |
| ---- | ----- | ----- | ----- |
| 170  | 1 420 | 2 422 | 2 479 |

| 2009  | 2013  | - | - |
| ----- | ----- | - | - |
| 1 690 | 1 117 | - | - |